# گیرمو کاسترو (بازیکن فوتبال اهل السالوادور)
گیرمو کاسترو (اسپانیایی: Guillermo Castro‎؛ زادهٔ ۲۵ ژوئن ۱۹۴۰) بازیکن و مربی فوتبال اهل السالوادور بود.
وی همچنین در تیم ملی فوتبال السالوادور بازی کرده‌است.